# The Best – Danqa
The Best – Danqa – drugi album kompilacyjny polskiej piosenkarki Danuty Stankiewicz wydany 16 stycznia 2006 roku nakładem wytwórni MTJ.

## Lista utworów
1. Wernisaż (Raimonds Pauls - Jacek Bukowski)
2. Blue Star (Robert Obcowski - Janusz Kondratowicz)
3. A jednak czasem mi żal (Marian Zimiński - Janusz Kondratowicz, Anna Gmitrzuk)
4. Na parkiecie super dance (Robert Obcowski - Krzysztof Tadeusz Zawadzki)
5. Dzisiaj jestem z miasta (Leonid Derbieniew - Jacek Korczakowski)
6. To nic, że noc (Jerzy Rybiński - Józef A. Grochowina)
7. Pół ciebie, pół mnie (Janusz Sent - Jacek Korczakowski)
8. Nadchodzi świt (Ryszard Szeremeta - Anna Warecka)
9. Po prostu kochaj tylko mnie (Janusz Piątkowski - Elżbieta Kosiba)
10. To jest dziwna gra (Jerzy Suchocki - Halina Cenarska)
11. Europy chcę (Waldemar Zajączkowski - Jerzy Andrzej Masłowski)
12. A skrzypki w uszach grają (Dawid Glik - Józef Aleksandrowicz, Sylwia Wilczek)
13. A może by tak zatańczyć (Czesław Majewski - Halina Cenarska)
14. Piosenka o Rudej (Janusz Sent - Józef Knothe)
15. Skrzypek na dachu (Raimonds Pauls - Jacek Korczakowski)
16. Naszaba (Marek Krejzler - Wincenty Świecznik)
17. Holka (Stanisław Wielanek - Wincenty Świecznik)
18. Czerwone i bure (trad. - Wincenty Świecznik)

## Charakterystyka albumu
Album The Best – Danqa to kompilacja nagrań Danuty Stankiewicz z różnych okresów jej twórczości. Złożyły się na nią dwie piosenki z pierwszej płyty artystki w swoich oryginalnych wersjach, cztery piosenki z jej siódmego albumu, cztery piosenki z dziesiątej płyty, trzy piosenki z dziewiątej płyty, oraz pięć niepublikowanych wcześniej nagrań poza płytowych. Album oryginalnie ukazał się w formie płyty kompaktowej (MTJ CD 10381), natomiast 4 czerwca 2021 miał on swoją premierę w serwisach streamingowych.

## Muzycy
- Danuta Stankiewicz – śpiew
- Witold Mix, Dariusz Play – instrumenty elektroniczne (1-4)
- Aleksandra Bieńkowska, Anna Cieśla, Robert Osam-Gyaabin – chórki (12-15)
- Tomasz Czapliński – skrzypce (12-15)
- Józef Sribniak – klarnet (12-15)
- Paweł Sójka – akordeon (12-15)
- Grzegorz Hordyjewicz – trąbka (12-15)
- Michał Mieczkowski – puzon (12-15)
- Paweł Nawara – gitara (12-15)
- Marek Krajewski – instrumenty perkusyjne (12-15)
- Wojciech Traczyk – kontrabas (12-15)
- Piotr Strycharski – chórki, instrumenty elektroniczne (16-18)
- Wojciech Leszczyński – chórki (16-18)
- Jerzy Suchocki – instrumenty elektroniczne (16-18)
- Sebastian Skalski – instrumenty elektroniczne (16-18)
- Orkiestra Polskiego Radia i Telewizji – akompaniament (7)

## Realizatorzy
- Zdjęcie na okładce – Michał Glinicki
- Projekt graficzny – Anna Stępniak